# Cirrhoscyllium
Genre
Cirrhoscyllium est un genre de requins, de la famille des Parascylliidae.

## Liste des espèces
- Cirrhoscyllium expolitum Smith et Radcliffe, 1913 - Requin carpette à moustaches
- Cirrhoscyllium formosanum Teng, 1959 - Requin carpette chien
- Cirrhoscyllium japonicum Kamohara, 1943 - Requin-carpette chat